# Na Brańskiej
Na Brańskiej – kolonia wsi Augustowo w Polsce położona w województwie podlaskim, w powiecie bielskim, w gminie Bielsk Podlaski. Leży przy drodze krajowej 66.
W latach 1975–1998 miejscowość administracyjnie należała do województwa białostockiego.